# NGC 1969
NGC 1969 (również ESO 56-SC124) – gromada otwarta, znajdująca się w gwiazdozbiorze Złotej Ryby. Należy do Wielkiego Obłoku Magellana. Odkrył ją James Dunlop 24 września 1826 roku.